# 8月9日
8月9日（はちがつここのか）は、グレゴリオ暦で年始から221日目（閏年では222日目）にあたり、年末まであと144日ある。

## できごと

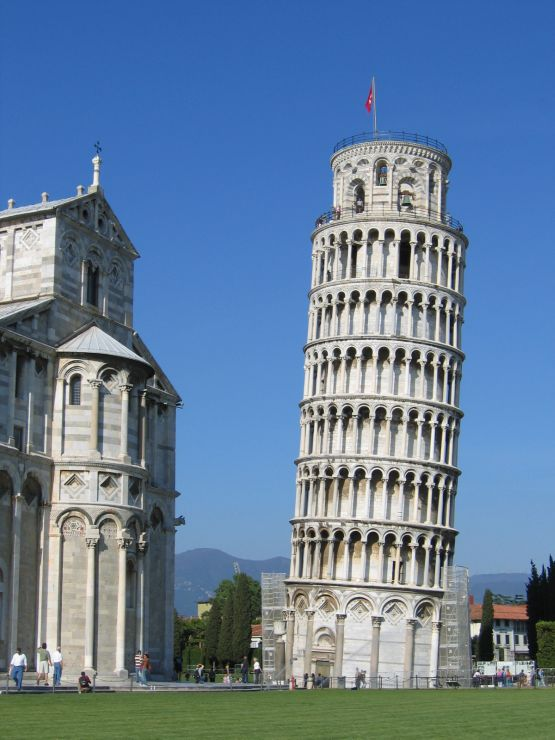
ピサの斜塔着工(1173)。着工時には垂直であった。

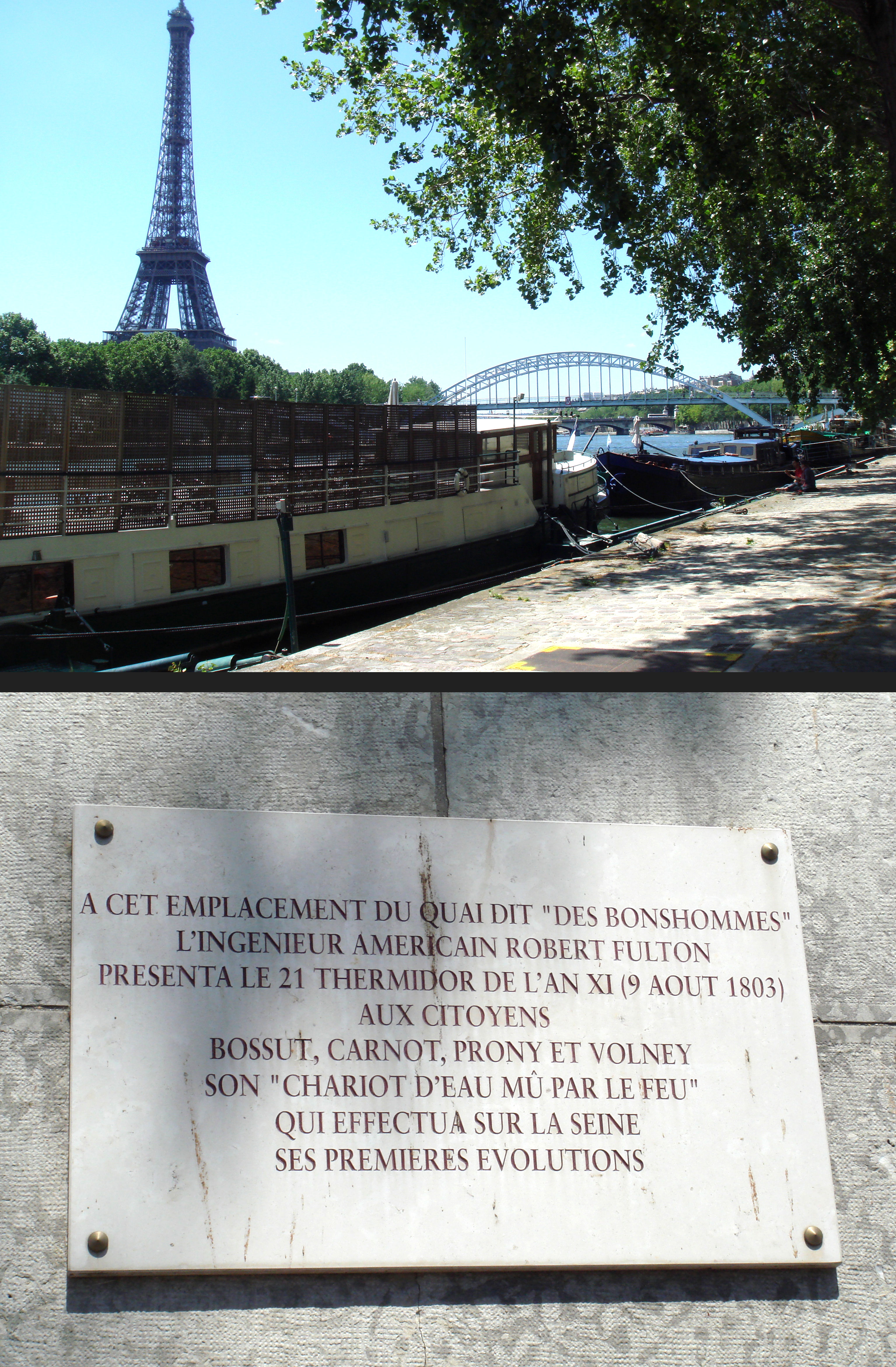
ロバート・フルトン、蒸気船の試走に成功(1803)

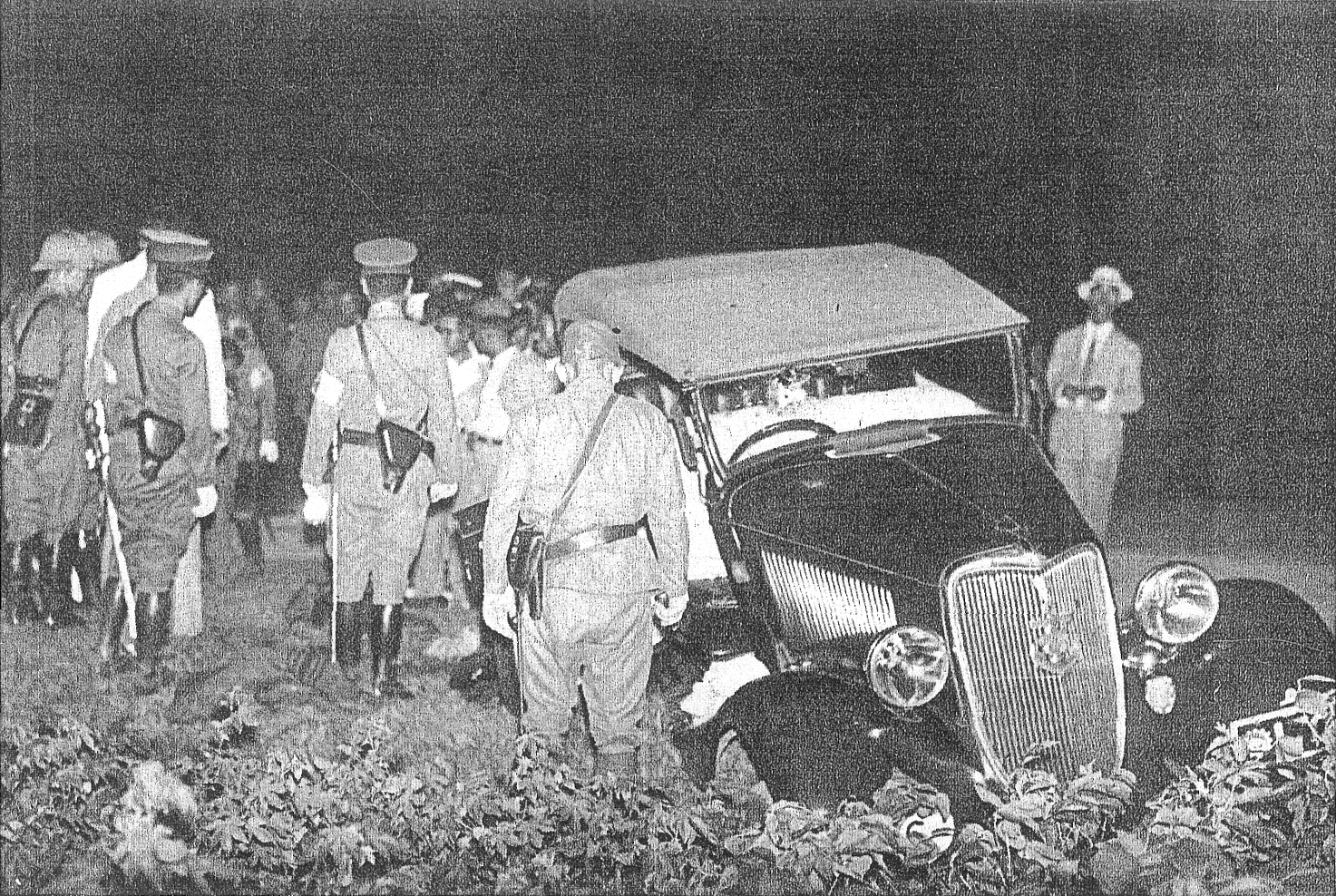
大山事件(1937)

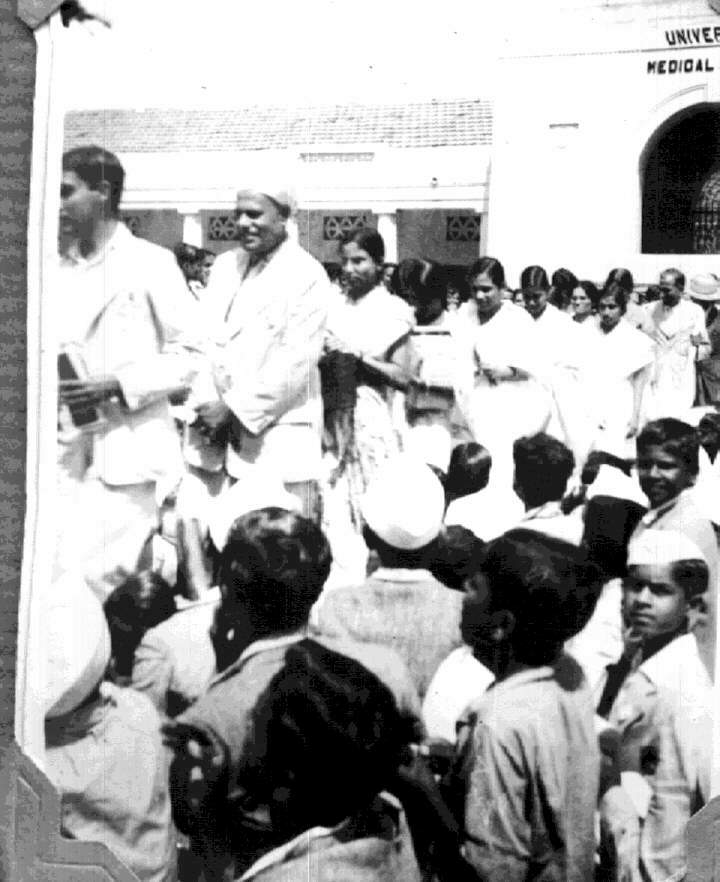
インドを去れ運動でガンディー、ネルーら逮捕(1942)。画像はバンガロールでのピケ。

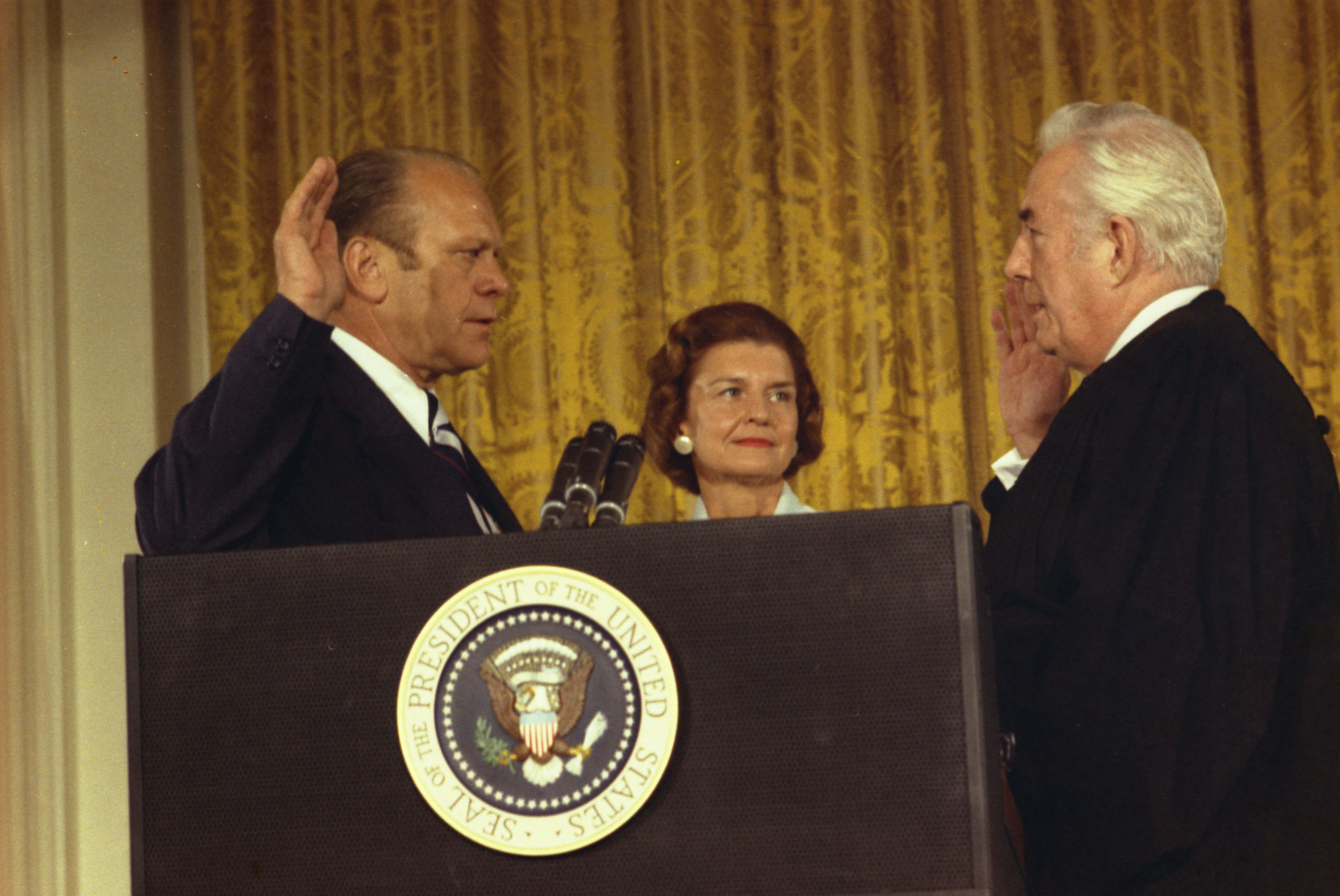
ニクソンの辞任を受けジェラルド・フォード、アメリカ合衆国大統領に就任

- 紀元前48年 - ローマ内戦: ファルサルスの会戦。
- 378年 - ゴート戦争: ハドリアノポリスの戦い。
- 686年（天武天皇15年7月15日） - 政を皇后・皇太子に託す。
- 1134年 - 2人のノルウェー共同王 : マグヌス・シグルズソンとハーラル・ギッレが全ノルウェー支配権をめぐり、フィリスレイフで戦った。
- 1173年 - ピサの斜塔が着工される。
- 1803年 - パリ・セーヌ川でロバート・フルトンが蒸気船の試走に成功。
- 1814年 - インディアン戦争・クリーク戦争: クリーク族がジャクソン砦条約（英語版）への調印を強要され、2,300万エーカーの土地をアメリカ合衆国に割譲させられる。
- 1842年 - アメリカ合衆国とカナダがウェブスター＝アッシュバートン条約に調印。両国の国境線を確定。
- 1854年 - ヘンリー・デイヴィッド・ソローの『ウォールデン 森の生活』が刊行[1]。
- 1869年 - ヴィルヘルム・リープクネヒトらがドイツ社会民主労働党（英語版）を結成。
- 1902年 - イギリス国王エドワード7世と后のアレクサンドラ・オブ・デンマークが戴冠。
- 1933年 - 第1回関東地方防空大演習実施。8月11日、信濃毎日新聞が桐生悠々の社説「関東防空大演習を嗤ふ」を掲載し問題となる[2]。
- 1937年 - 大山事件。上海で偵察中の上海海軍特別陸戦隊・大山勇夫中尉が中国保安隊に殺害される。
- 1941年 - 大西洋会談開始。チャーチル英首相とルーズベルト米大統領が大西洋上の戦艦プリンス・オブ・ウェールズ内で日独伊のファシズムへの対処について会談。
- 1942年 - 前日のインド国民会議派の大会でイギリスの即時退去（「インドを去れ」運動（英語版））が決議されたことを受け、インド政庁が国民会議派を弾圧。指導者のガンディー、ネルーらが逮捕。
- 1944年 - 第二次世界大戦・継続戦争: ヴィボルグ-ペトロザヴォーツク攻勢が終結。
- 1945年 - 第二次世界大戦・ソ連対日参戦:ソビエト連邦が1946年4月まで有効であった日ソ中立条約に違反し、満州、朝鮮、樺太の国境を突破して日本に対する侵略を開始する。
- 1945年 - 第二次世界大戦: アメリカ軍が長崎市への原子爆弾投下を実施。約7万4千人が死亡。
- 1945年 - 第二次世界大戦: 8月6日の広島に続く2度目の長崎への原爆投下と未明のソ連対日宣戦布告を受け、御前会議を開催。翌8月10日にポツダム宣言の受諾を決定。
- 1946年 - 第1回国民体育大会が宝塚市で開幕。
- 1946年 - バレエ『白鳥の湖』が日本初演。
- 1949年 - 長崎国際文化都市建設法公布。
- 1953年 - 神奈川県鎌倉市由比ガ浜の海岸に海上保安庁のヘリコプターが墜落。乗員と海水浴客2人が死亡、重軽傷13人[3]。
- 1954年 - 右翼・民族派が新橋で「滅共反ソ国民大会」を行なった後、駐日ソ連代表部へ押しかけ乱入。以後右翼にとっては「反ソ連デー」となる。
- 1961年 - 熊本県の新日本窒素水俣工場でタンクが爆発する事故。死者・行方不明者12人[4]。
- 1965年 - シンガポールがマレーシアから分離・独立。
- 1969年 - チャールズ・マンソンの信奉者がマンソンの命令により女優シャロン・テートら5人の無差別殺害を実行。
- 1974年 - ウォーターゲート事件の責任を取ってアメリカ大統領リチャード・ニクソンが辞任したのを受け、副大統領のジェラルド・フォードが大統領に就任。
- 1987年 - プロ入り1年目の中日（セ・リーグ）の近藤真一投手が、対巨人戦（ナゴヤ球場）でノーヒットノーランを達成。初登板・初先発でのノーヒットノーラン達成は史上唯一。
- 1989年 - 岩手県種市町妻子5人殺害事件。岩手県九戸郡種市町（現：洋野町種市）で元漁船員の男が妻子5人を殺害。事件後に自殺しようとしたが死にきれず、4日後（8月14日）に自首。
- 1993年 - 6党連立による細川護熙内閣が発足。38年ぶりの非自民政権。
- 1996年 - セガサターン用ソフト『デスクリムゾン』発売。その内容からオカルトゲームブームの火付け役となる。
- 1999年 - ロシア大統領ボリス・エリツィンがセルゲイ・ステパーシン首相を解任。
- 1999年 - 日本で国旗及び国歌に関する法律（国旗国歌法）が成立。
- 2004年 - 関西電力美浜発電所で高温の蒸気が漏れ出る事故。作業員11名のうち5人が全身やけどで死亡し、日本の運転中の原発で初の死亡事故となる。
- 2009年 - 台風9号の影響により兵庫県佐用町の佐用川が氾濫。山崩れなどの被害を受け、死者行方不明者20人。
- 2013年 - 田中将大がNPBの新記録となる開幕16連勝を更新[5][6]。
- 2013年 - 翌日にかけて秋田・岩手豪雨が発生。両県で8人が死亡。
- 2018年 - アントニオ・グテーレスが国連事務総長にして初めて原子爆弾の被爆に関する式典である長崎原爆忌に参列する。
- 2018年 - アフガニスタンのガズニー市にて政府軍とターリバーンが大規模な交戦状態に突入。以後、数日間で310人以上が死亡する規模の戦闘となった[7]。

## 誕生日

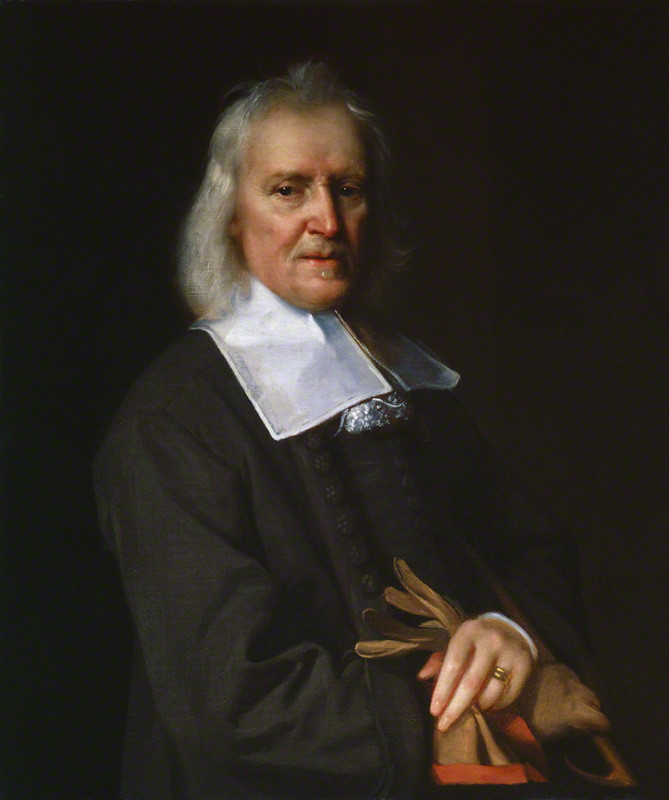
随筆家アイザック・ウォルトン(1593-1683)誕生。

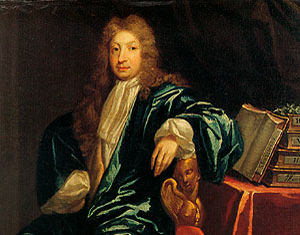
詩人ジョン・ドライデン(1631-1700)誕生。

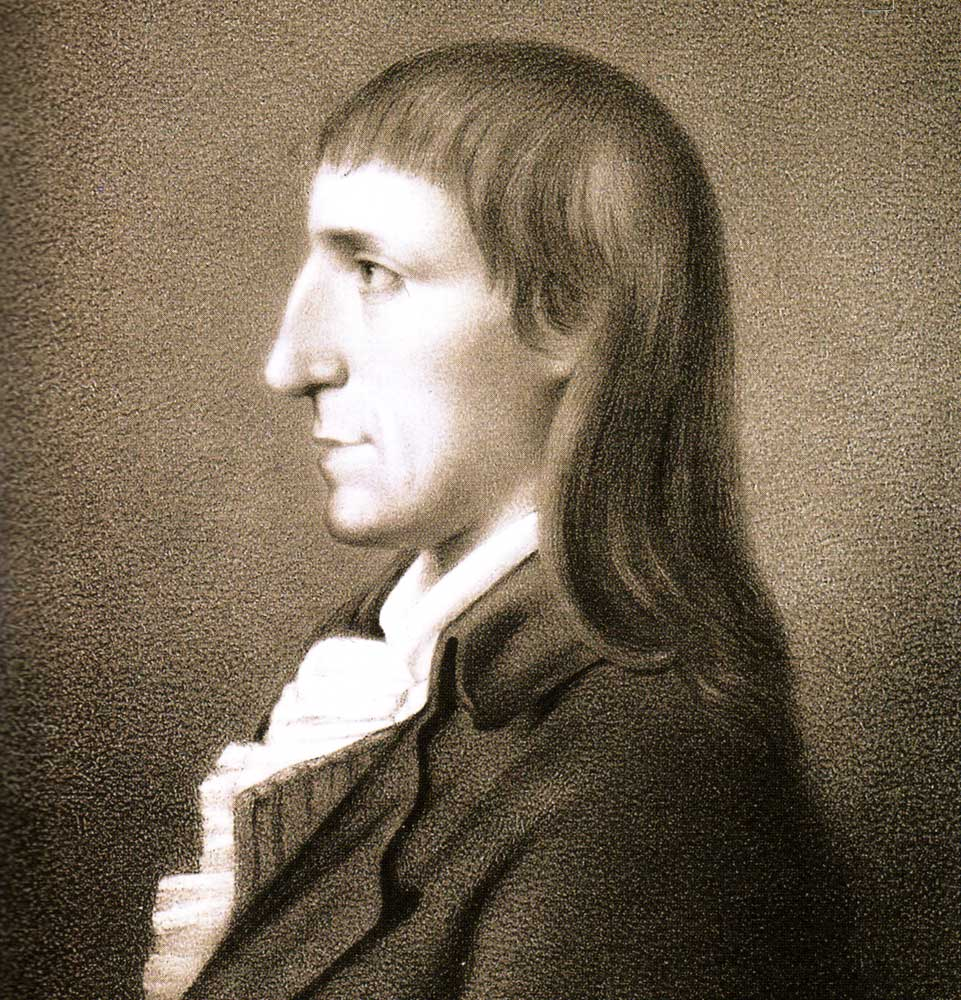
教育学者ヨハン・クリストフ・グーツ・ムーツ(1759-1839)。学校教育に体系的に体操を取り入れた。

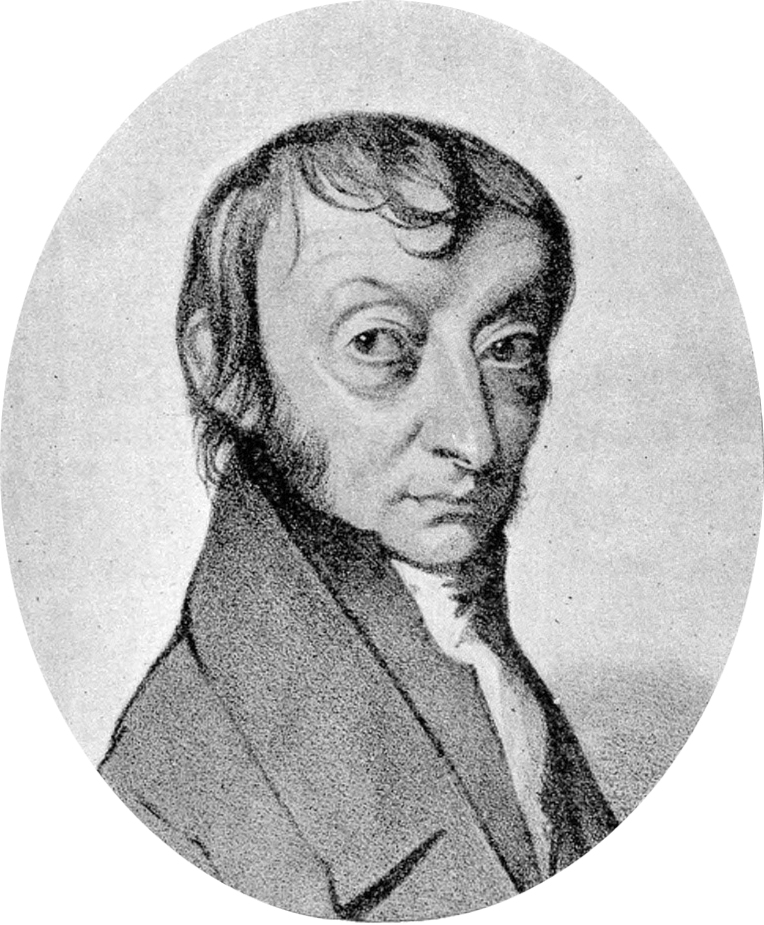
物理学者・化学者、アメデオ・アボガドロ(1776-1856)誕生。

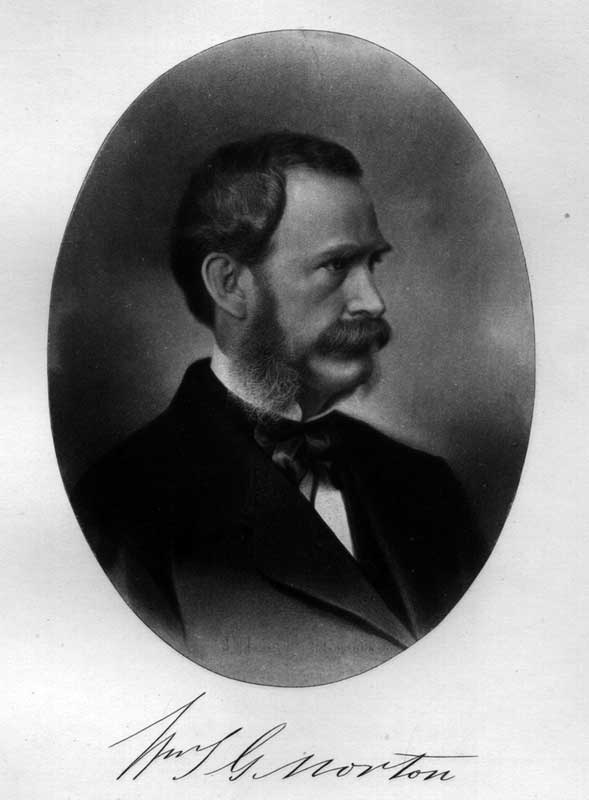
歯科医師ウィリアム・T・G・モートン(1819-1868)誕生。エーテル麻酔を発明。

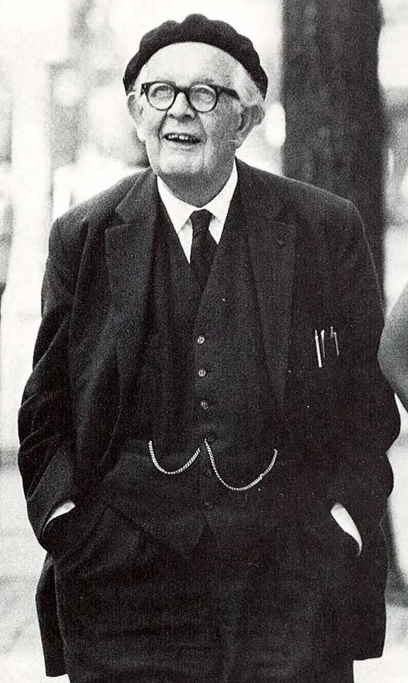
心理学者ジャン・ピアジェ(1896-1980)誕生。

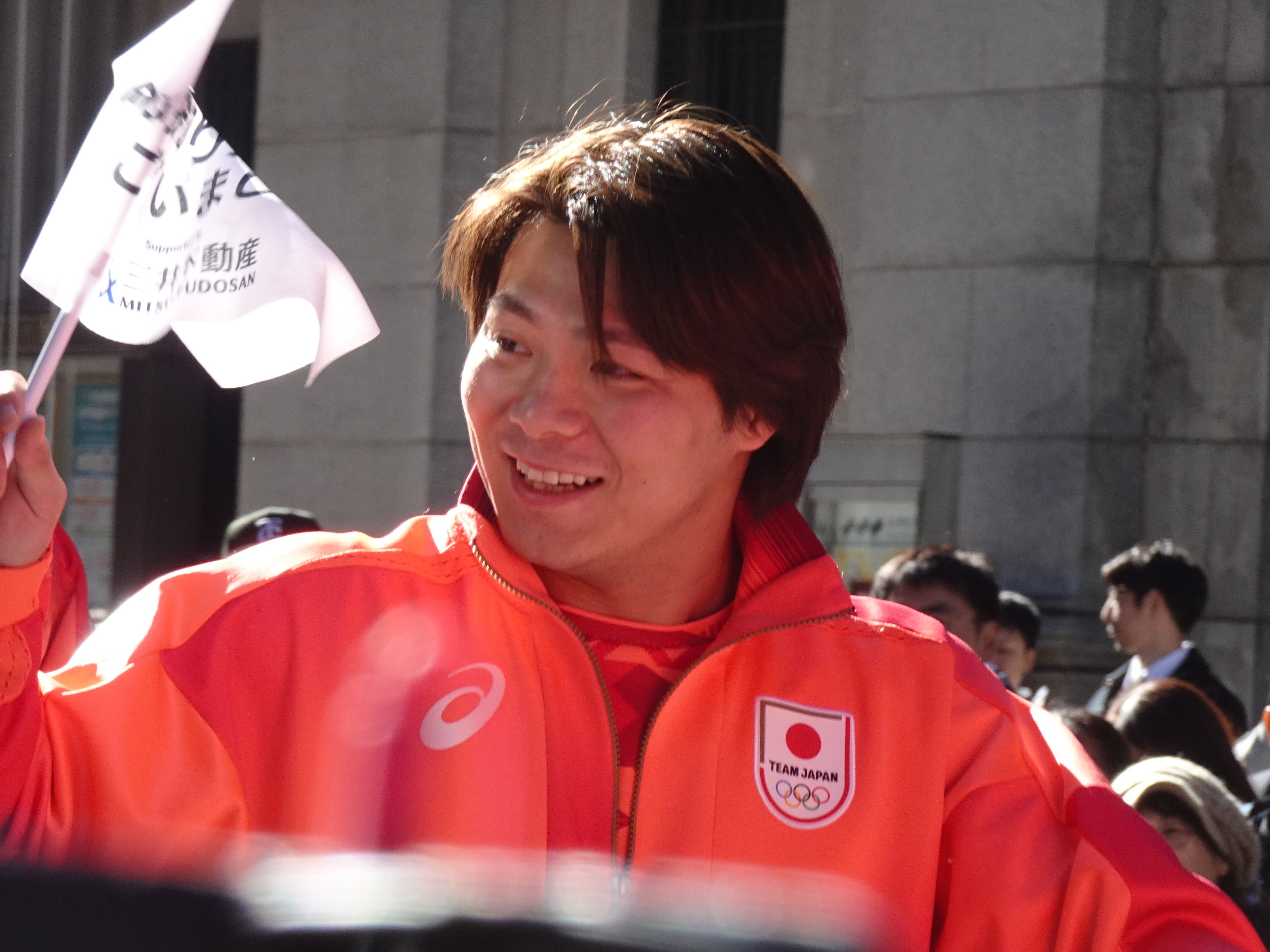
柔道家阿部一二三(1997-)誕生。

- 1593年 - アイザック・ウォルトン、随筆家、伝記作家（+ 1683年）
- 1609年（慶長14年7月10日） - 伊東祐久、日向国飫肥藩3代藩主（+ 1657年）
- 1631年 - ジョン・ドライデン、詩人（+ 1700年）
- 1720年（享保5年7月6日） - 上杉重定、出羽国米沢藩8代藩主（+ 1798年）
- 1759年 - ヨハン・クリストフ・グーツ・ムーツ、教育学者（+ 1839年）
- 1776年 - アメデオ・アボガドロ、物理学者、化学者（+ 1856年）
- 1788年（天明8年7月8日） - 細川利愛、肥後国新田藩8代藩主（+ 1841年）
- 1789年 - ニコラ＝シャルル・ボクサ、作曲家、ハープ奏者（+ 1856年）
- 1819年 - ウィリアム・T・G・モートン、歯科医師、医学者（+ 1868年）
- 1845年 - グザヴィエ・メルリ、美術家（+ 1921年）
- 1866年（慶応2年6月29日） - 黒田清輝、洋画家（+ 1924年）
- 1868年（慶応4年6月21日） - 宇垣一成、軍人（+ 1956年）
- 1874年 - レイナルド・アーン、作曲家（+ 1947年）
- 1875年 - 大塚楠緒子、歌人（+ 1910年）
- 1875年 - アルバート・ケテルビー、作曲家、指揮者（+ 1959年）
- 1876年 - ヴィクター・ブルワー＝リットン、政治家（+ 1947年）
- 1896年 - ジャン・ピアジェ、心理学者（+ 1980年）
- 1896年 - エーリヒ・ヒュッケル、化学者（+ 1980年）
- 1896年 - レオニード・マシーン、バレエダンサー、振付師（+ 1979年）
- 1898年 - 麻生豊、漫画家（+ 1961年）
- 1899年 - パメラ・トラバース、児童文学作家（+ 1996年）
- 1899年 - 横尾泥海男、俳優（+ 1956年）
- 1901年 - 山下春江、政治家（+ 1985年）
- 1901年 - 杉本栄一、経済学者（+ 1952年）
- 1905年 - ピエール・クロソウスキー、作家、思想家（+ 2001年）
- 1906年 - 田中千代、教育者、服飾デザイナー（+ 1999年）
- 1908年 - 周立波、作家（+ 1979年）
- 1909年 - 野口久光、映画、音楽評論家（+ 1994年）
- 1911年 - ウィリアム・ファウラー、物理学者（+ 1996年）
- 1914年 - フェレンツ・フリッチャイ、指揮者（+ 1963年）
- 1914年 - トーベ・ヤンソン、児童文学作家（+ 2001年）
- 1914年 - 後藤田正晴、政治家（+ 2005年）
- 1915年 - マイケル・ヤング、社会学者（+ 2002年）
- 1918年 - 斉藤滋与史、政治家（+ 2018年）
- 1921年 - ローラ・ボベスコ、ヴァイオリニスト（+ 2003年）
- 1921年 - 池田久之、プロ野球選手（+ 1944年）
- 1924年 - 西山千明、経済学者、立教大学名誉教授（+ 2017年）
- 1927年 - ダニエル・キイス、作家（+ 2014年）
- 1927年 - ロバート・ショウ、俳優（+ 1978年）
- 1927年 - マービン・ミンスキー、コンピュータ科学者（+ 2016年）
- 1928年 - ボブ・クージー、バスケットボール選手
- 1928年 - 山口哲夫、政治家、元北海道釧路市長（+ 2020年）
- 1929年 - 磯村尚徳、ジャーナリスト（+ 2023年）
- 1931年 - マリオ・ザガロ、元サッカー選手、監督（+ 2024年）
- 1933年 - 黒柳徹子、女優
- 1933年 - 太田正男、元プロ野球選手
- 1934年 - 兵頭冽、元プロ野球選手（+ 2013年）
- 1935年 - 吉行和子、女優
- 1935年 - 松本典子、女優（+ 2014年）
- 1935年 - 北川透、詩人、評論家
- 1938年 - ロッド・レーバー、テニス選手
- 1939年 - ロマーノ・プローディ、経済学者、イタリア第75・79代首相、民主党議長
- 1941年 - 石橋蓮司、俳優
- 1941年 - アルフレッド・エイホ、計算機科学研究者
- 1942年 - 和晃敏郎、元大相撲力士、年寄第10代・12代若藤（+ 2018年）
- 1943年 - 近藤美矩、アナウンサー
- 1943年 - 豊浦美子、元女優
- 1944年 - 野辺地鼎、プロゴルファー
- 1944年 - サム・エリオット、俳優
- 1944年 - 佐藤蛾次郎、俳優（+ 2022年）
- 1945年 - 黒澤吉徳、作曲家（+ 2024年）
- 1945年 - アレクサンドル・ゴレリク、フィギュアスケート選手（+ 2012年）
- 1946年 - 野村収、元プロ野球選手
- 1947年 - 森田淳悟、元バレーボール選手、指導者
- 1950年 - 池上彰、ジャーナリスト
- 1950年 - 市原明、元プロ野球選手
- 1951年 - 田山涼成、俳優
- 1951年 - 桜井洋子、アナウンサー
- 1951年 - 中村賢治、元ラグビー選手、指導者
- 1952年 - 杉澤泰彦、政治家、元長崎県西海市長
- 1953年 - 西村孝司、免疫学者
- 1953年 - ジャン・マルセル・ティロール、経済学者
- 1955年 - 山本和夫、テレビプロデューサー、ディレクター
- 1955年 - ダグ・ウィリアムス、元アメリカンフットボール選手
- 1955年 - 内田正人、元アメリカンフットボール選手
- 1956年 - 貝塚博次、元プロ野球選手
- 1957年 - 水上善雄、元プロ野球選手
- 1957年 - メラニー・グリフィス、女優
- 1959年 - 野村万之丞(5世)、狂言師（+ 2004年）
- 1961年 - 三木聡、放送作家、映画監督
- 1961年 - リンゴ、漫才師（ハイヒール）
- 1962年 - いずみ尚、俳優、声優
- 1962年 - 竹田光訓、元プロ野球選手
- 1963年 - ホイットニー・ヒューストン、歌手、女優（+ 2012年）
- 1963年 - 石田敦子、漫画家、元アニメーター
- 1963年 - 渡辺浩司、元プロ野球選手
- 1963年 - 岩手富士祐一、大相撲力士 （+ 2020年）
- 1963年 - アラン・メニュ、レーシングドライバー
- 1964年 - 鴈龍、俳優（+ 2019年）
- 1965年 - 柴崎蛾王、俳優
- 1965年 - 會川昇、脚本家
- 1965年 - 石丸元章、ライター、作家、ラジオDJ
- 1965年 - 篠田潤子、アナウンサー
- 1967年 - 江坂政明、元プロ野球選手
- 1967年 - 清田文章、元プロ野球選手
- 1968年 - ジリアン・アンダーソン、女優
- 1968年 - マックG、映画監督
- 1968年 - 堀田延、放送作家
- 1968年 - 頼重秀一、政治家、沼津市長
- 1969年 - 橋本奈都江、フリーアナウンサー
- 1969年 - 小原沢重頼、元プロ野球選手
- 1970年 - 芝原チヤコ、声優、女優
- 1970年 - 樋口あゆ子、ピアニスト
- 1970年 - ha-j、作曲家、編曲家
- 1970年 - 海野つなみ、漫画家
- 1970年 - 中浜葉月、元アナウンサー
- 1970年 - 金村キンタロー、元プロレスラー
- 1970年 - パット・マホームズ、元プロ野球選手
- 1972年 - 張惠妹、歌手
- 1973年 - 阿部達郎、俳優、ダンサー
- 1973年 - 根鈴雄次、元野球選手
- 1973年 - 徳丸哲史、元野球選手
- 1973年 - フィリッポ・インザーギ、元サッカー選手
- 1974年 - 秦由圭、女優、ストリッパー
- 1974年 - 清涼院流水、推理作家
- 1974年 - 木下半太、小説家
- 1974年 - デレック・フィッシャー、バスケットボール選手
- 1975年 - 東佳樹、ドラマー、パーカッショニスト、シエナ・ウインド・オーケストラ打楽器奏者
- 1975年 - 西飯由香、卓球選手
- 1975年 - 於保浩己、元プロ野球選手
- 1975年 - ブライアン・フエンテス、元プロ野球選手
- 1975年 - マヌエル・ベガ、元野球選手
- 1976年 - エレーナ・リアシェンコ、フィギュアスケート選手
- 1976年 - オドレイ・トトゥ、女優
- 1977年 - 千野志麻、アナウンサー
- 1977年 - いとうのいぢ、イラストレーター、ゲームクリエイター
- 1977年 - 磯村秀人、元野球選手
- 1977年 - ミカエル・シルヴェストル、元サッカー選手
- 1978年 - G.G.佐藤、元プロ野球選手
- 1978年 - ハン・ジョンイン、フィギュアスケート選手
- 1979年 - MOCKY、ミュージシャン（Jam9）
- 1979年 - 北山猛邦、作家
- 1979年 - 山野拓也、お笑いタレント
- 1979年 - 松尾由美子、アナウンサー
- 1979年 - ロニー・クインタレッリ、レーシングドライバー
- 1980年 - 三浦潤也、声優
- 1980年 - Coba84、ミュージシャン、キーボーディスト、サウンドプロデューサー
- 1981年 - リ・ジャウェイ、卓球選手
- 1982年 - 橋本和子、元バスケットボール選手
- 1982年 - タイソン・ゲイ、陸上競技選手
- 1983年 - 長谷部成彦、俳優、モデル、脚本家
- 1983年 - 瀧上夕佳、タレント
- 1983年 - ドリュー・ブテラ、プロ野球選手
- 1984年 - 岩崎千明、タレント
- 1984年 - 山本里奈、タレント
- 1984年 - 小倉遥、グラビアアイドル
- 1984年 - 古川高晴、アーチェリー選手
- 1985年 - 木南晴夏、女優
- 1985年 - 加藤沙耶香、タレント、アイドル（元アイドリング!!!1号）
- 1985年 - 小川トモヨ、歌手
- 1985年 - 北村悠、歌手（FLAME）
- 1985年 - 崎谷真琴、小説家
- 1985年 - ホン・ジニョン、歌手、女優
- 1986年 - 藤原夏姫、タレント
- 1987年 - ミカライ・カミャンチュク、フィギュアスケート選手
- 1988年 - 三木美、声優
- 1988年 - 山本希望[8]、声優
- 1988年 - 藤岡みなみ、タレント
- 1988年 - 上野優花、フリーアナウンサー
- 1988年 - 山本紘之、アナウンサー
- 1988年 - 旭秀鵬滉規、実業家、元大相撲関取
- 1988年 - ウィリアン、サッカー選手
- 1989年 - 小沼将太、俳優
- 1989年 - 小野健斗、俳優
- 1989年 - 浦田わたる、声優（浦島坂田船）
- 1989年 - 山路健太、ラグビー選手
- 1989年 - ジェイソン・ヘイワード、プロ野球選手
- 1989年 - ステファノ・オカカ・チュカ、サッカー選手
- 1989年 - クリスティン・ズコウスキー、元フィギュアスケート選手
- 1990年 - 水瀬あいみ、タレント
- 1990年 - 高橋凛、グラビアアイドル
- 1990年 - 田中朋子、元野球選手
- 1990年 - 宋楠、元フィギュアスケート選手
- 1991年 - 西川賢、アナウンサー
- 1991年 - Heize、歌手
- 1991年 - スティーブン・モヤ、プロ野球選手
- 1993年 - 磯佳奈江、アイドル（元NMB48）
- 1993年 - 橋本菜津美、シンガーソングライター、歌手、ラジオパーソナリティ、俳優、声優
- 1993年 - 山田海斗、ミュージシャン
- 1993年 - 近藤健介、プロ野球選手
- 1994年 - 大橋慶、ハンドボール選手
- 1994年 - ジェユン、アイドル（SF9）
- 1995年 - 夏緒、女優
- 1995年 - 京極風斗、お笑い芸人（9番街レトロ）
- 1995年 - ファン・ミンヒョン、アイドル（NU'EST、元Wanna One）
- 1996年 - 板橋加奈、アイドル（Fragrant Drive）
- 1996年 - 小野雅史、サッカー選手
- 1997年 - 松岡広大、俳優
- 1997年 - 大橋和也[9]、アイドル（なにわ男子）
- 1997年 - 阿部一二三、柔道家
- 1997年 - 藤田菜七子、元騎手
- 1997年 - ガブリエル・スアソ、サッカー選手
- 1998年 - 運上弘菜、アイドル（元HKT48）
- 1998年 - 山本楓己、バスケットボール選手
- 1998年 - レオナエンパイア、アイドル（豆柴の大群都内某所 a.k.a. MONSTERIDOL）
- 1999年 - 長谷川威展、プロ野球選手
- 1999年 - 岡林飛翔、元プロ野球選手
- 1999年 - アン・ヒョンソプ、歌手、俳優
- 1999年 - ミンギ、アイドル（ATEEZ）
- 1999年 - オーウェン・ホワイト、プロ野球選手
- 1999年 - デニス・ヴァシリエフス、フィギュアスケート選手
- 2000年 - 本間至恩、サッカー選手
- 2000年 - 石崎涼馬、大相撲力士
- 2000年 - キム・ヒャンギ、女優
- 2001年 - 詩羽、アーティスト（水曜日のカンパネラ）
- 2001年 - 佐藤璃果、アイドル（乃木坂46）
- 2001年 - 夏弓えれな、グラビアモデル、アイドル
- 2001年 - 村上夏奈瀬、サッカー選手
- 2002年 - 髙橋宏斗、プロ野球選手
- 2002年 - 山本大斗、プロ野球選手
- 2003年 - 信濃宙花、アイドル（STU48）
- 2003年 - カズハ、アイドル（LE SSERAFIM）
- 2004年 - 郭殿甲、アイドル（BOYHOOD）
- 2005年 - 石川恵里加、女優、アイドル（LINKL PLANET）
- 生年不詳 - 武藤晃子、女優
- 生年不詳 - 十束おとは、アイドル（フィロソフィーのダンス）
- 生年不詳 - 池戸猫、ギタリスト、YouTuber（datto）
- 生年不詳 - 小鹿なお、声優
- 生年不詳 - 髙嶺巌、声優
- 生年不詳 - 松浦秀香、声優
- 生年不詳 - 馬鈴薯、漫画家

## 忌日

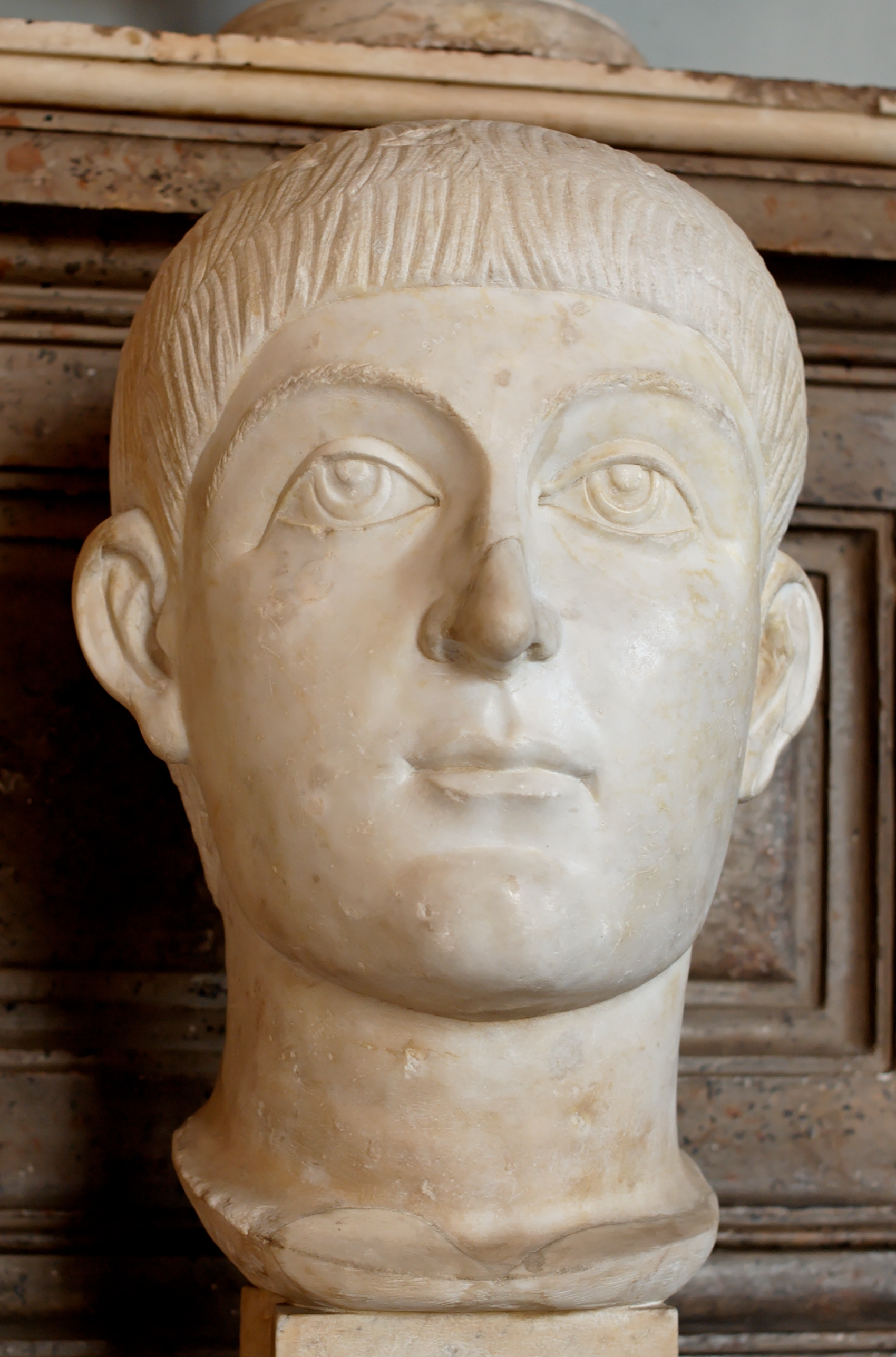
ローマ皇帝ウァレンス(328-378)没。

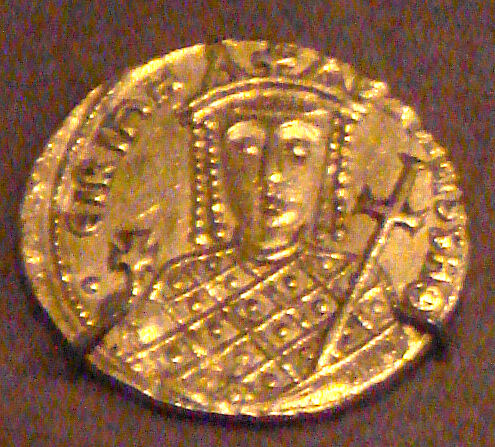
東ローマ帝国初の女帝エイレーネー(752-803)没。画像はエイレーネーのノミスマ金貨。

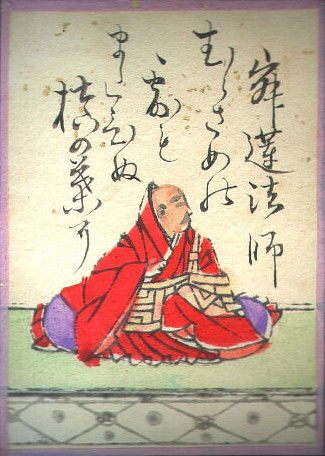
歌人寂蓮(1139-1202)没。

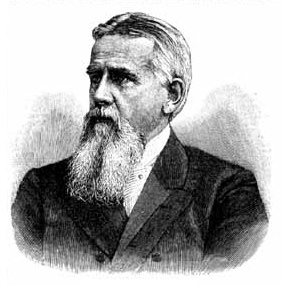
地理学者・生物学者フリードリヒ・ラッツェル(1844-1904)没。

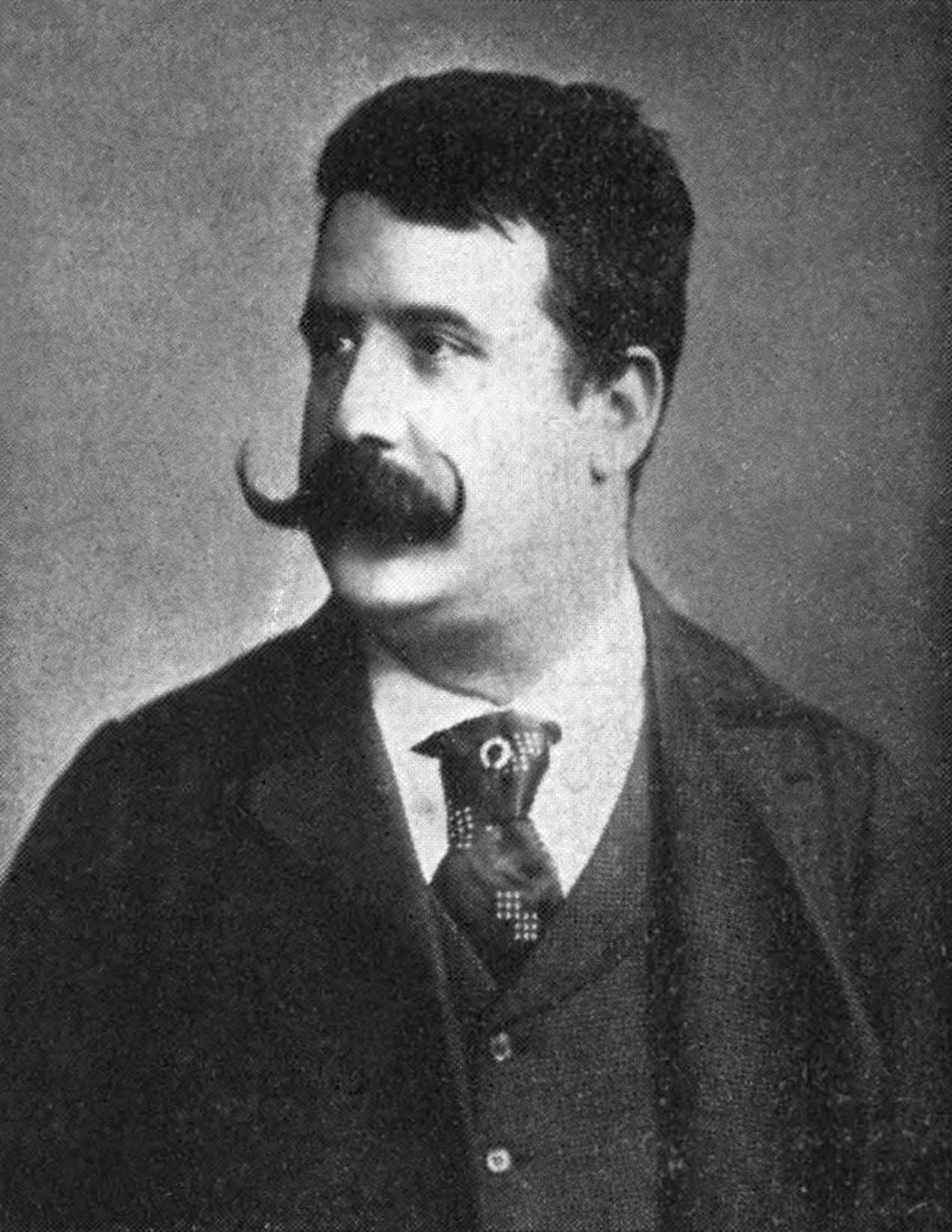
作曲家ルッジェーロ・レオンカヴァッロ(1858-1919)没。

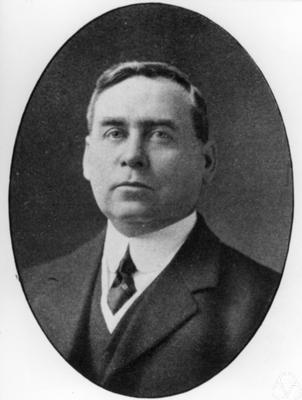
数学者ジョン・チャールズ・フィールズ(1863-1932)没。フィールズ賞を提唱。

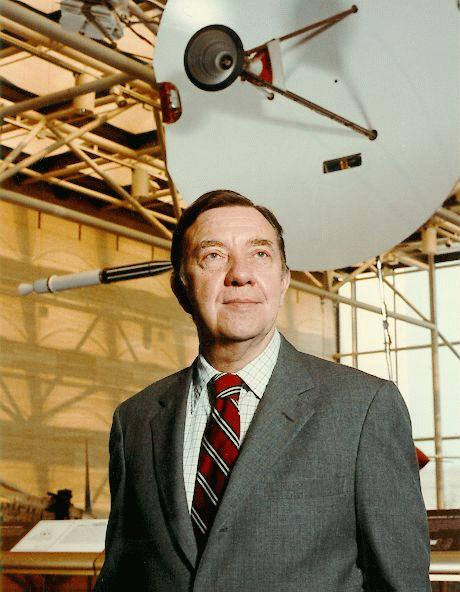
物理学者ジェームズ・ヴァン・アレン(1914-2006)没。ヴァン・アレン帯を発見。

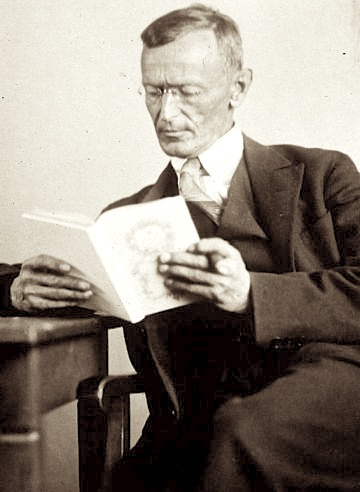
作家ヘルマン・ヘッセ(1877-1962)没。

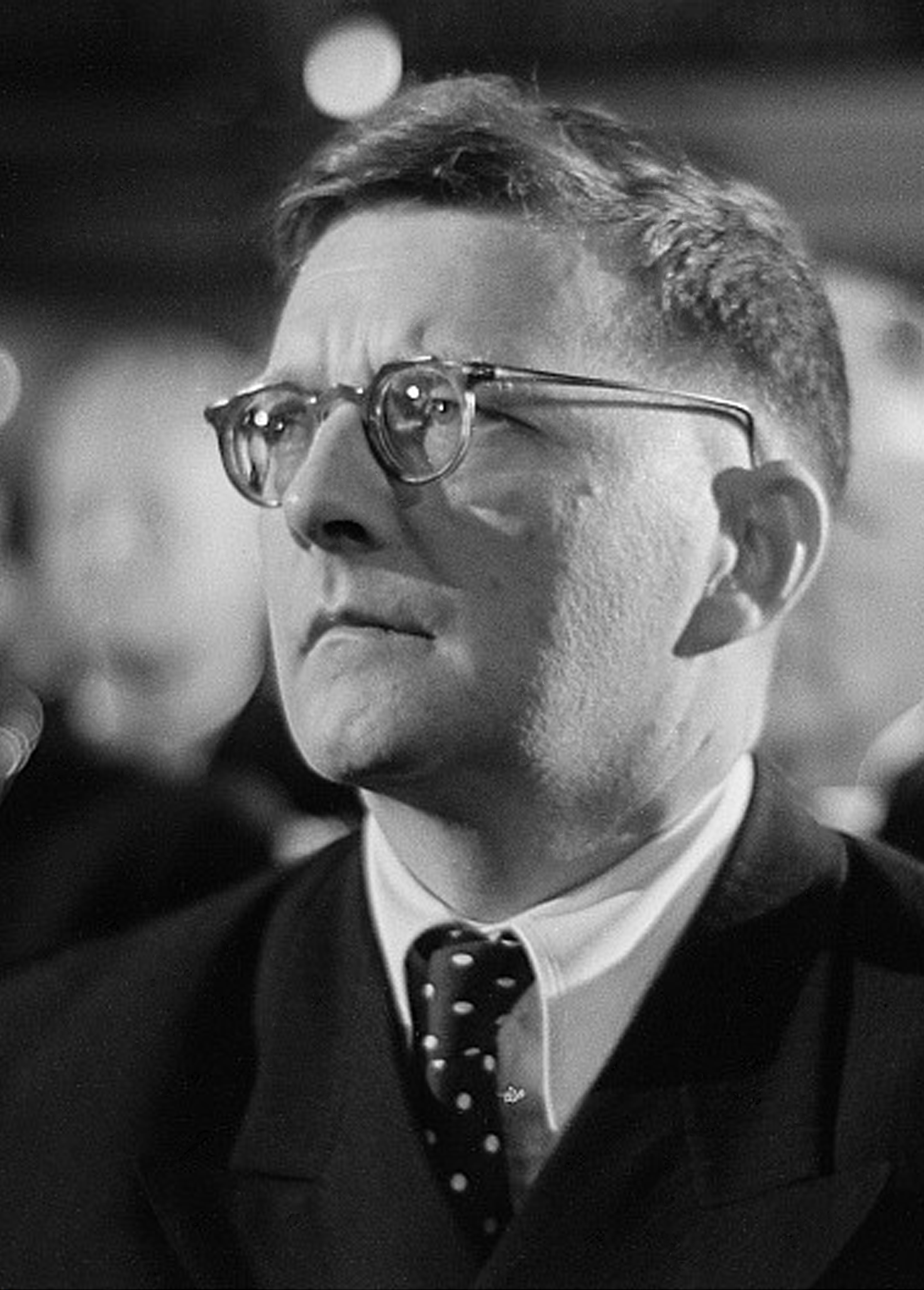
作曲家ドミートリイ・ショスタコーヴィチ(1906-1975)没。

### 人物
- 378年 - ウァレンス、ローマ皇帝（* 328年）
- 803年 - エイレーネー、東ローマ皇帝（* 752年）
- 1048年 - ダマスス2世、第151代ローマ教皇
- 1107年（嘉承2年7月19日）- 堀河天皇、第73代天皇（* 1079年）
- 1189年（文治5年6月26日）- 藤原忠衡、平安時代の武将（* 1167年）
- 1202年（建仁2年7月20日）- 寂蓮、歌人（* 1139年?）
- 1326年 - オスマン1世、オスマン帝国初代皇帝（* 1258年）
- 1420年 - ピエール・ダイイ、神学者（* 1351年）
- 1516年 - ヒエロニムス・ボス、画家（* 1450年頃）
- 1570年（元亀元年6月28日）- 真柄直隆、戦国武将（* 1536年）
- 1596年（文禄5年7月16日）- 本多重次（作左衛門）、戦国武将（* 1529年）
- 1617年 - ディオニシオ・ラッツァーリ（イタリア語版）、建築家、彫刻家（* 1617年）
- 1622年（元和8年7月3日）- 珠姫、前田利常の正室（* 1599年）
- 1729年（享保14年7月15日）- 芳沢あやめ (初代)、歌舞伎役者（* 1673年）
- 1820年 - アンデシュ・スパルマン、博物学者（* 1748年）
- 1823年 - 第5代ポーズコート子爵リチャード・ウィンフィールド、政治家、貴族（* 1790年）
- 1837年（天保8年7月9日）- 小俣蠖庵、篆刻家、日本画家、書家（* 1765年）
- 1848年 - フレデリック・マリアット、小説家（* 1792年）
- 1854年 - フリードリヒ・アウグスト2世、ザクセン王（* 1797年）
- 1888年 - シャルル・クロス、詩人、発明家（* 1842年）
- 1899年 - エドワード・フランクランド、化学者（* 1825年）
- 1901年 - アンリ・ドルレアン、探検家（* 1867年）
- 1903年 - アウグスト・ケルクホフス、言語学者、暗号研究者（* 1835年）
- 1903年 - 浦風林右エ門、大相撲力士（* 1841年）
- 1904年 - フリードリヒ・ラッツェル、地理学者、生物学者（* 1844年）
- 1919年 - エルンスト・ヘッケル、生物学者（* 1834年）
- 1919年 - ルッジェーロ・レオンカヴァッロ、作曲家（* 1857年）
- 1919年 - 箕作元八、歴史家（* 1862年）
- 1920年 - 中沢臨川、文芸評論家、電気工学者（* 1878年）
- 1921年 - 中根粛治、書誌学者（* 1847年）
- 1932年 - ジョン・チャールズ・フィールズ、数学者（* 1863年）
- 1937年 - 塚本靖、建築家（* 1869年）
- 1938年 - レオ・フロベニウス（英語版）、民族学者、考古学者（* 1873年）
- 1942年 - エーディト・シュタイン、カトリックの聖人（* 1891年）
- 1943年 - シャイム・スーティン、画家（* 1893年）
- 1945年 - ハリー・ヒルマン、陸上競技選手（* 1881年）
- 1945年 - 戸坂潤、哲学者（* 1900年）
- 1947年 - レジナルド・インズ・ポコック、動物学者（* 1863年）
- 1948年 - フーゴ・フェルディナント・ボス（ドイツ語版）、ファッションデザイナー、ヒューゴ・ボス設立者（* 1885年）
- 1949年 - エドワード・ソーンダイク、心理学者、教育学者（* 1874年）
- 1955年 - マリオン・バウアー、作曲家（* 1882年）
- 1961年 - ウォルター・ベデル・スミス、アメリカ中央情報局長官（* 1895年）
- 1961年 - 桂鎔黙、小説家（* 1904年）
- 1962年 - ヘルマン・ヘッセ、作家（* 1877年）
- 1966年 - ヨースタ・ニューストレム、作曲家（* 1890年）
- 1969年 - セシル・パウエル、物理学者（* 1903年）
- 1969年 - シャロン・テート、女優（* 1943年）
- 1970年 - 近藤鶴代、政治家、元科学技術庁長官（* 1901年）
- 1970年 - 飯島滋弥、元プロ野球選手（* 1918年）
- 1972年 - 遠山元一、実業家、日興證券創業者（* 1890年）
- 1973年 - チャールズ・ダニエルズ、競泳選手、1904年セントルイス五輪、1908年ロンドン五輪金メダリスト（* 1885年）
- 1973年 - 谷口久次郎、政治家、元滋賀県知事（* 1886年）
- 1974年 - ビル・チェイス、トランペット奏者（チェイス）（* 1934年）
- 1975年 - 木村卜堂、書家（* 1905年）
- 1975年 - ドミートリイ・ショスタコーヴィチ、作曲家（* 1906年）
- 1976年 - 小杉太一郎、作曲家（* 1927年）
- 1980年 - ジャクリーン・コクラン、パイロット（* 1906年）
- 1983年 - 市村俊幸、俳優（* 1920年）
- 1983年 - ジャン・トロワグロ、料理人（* 1926年）
- 1984年 - 大河内一男、社会政策学者・元東京大学総長（* 1905年）
- 1986年 - ジェフ・シェーレン、自転車競技選手（* 1909年）
- 1988年 - ジャチント・シェルシ、作曲家（* 1905年）
- 1992年 - 大槻文平、実業家、元三菱鉱業セメント社長、三菱鉱業会長（* 1903年）
- 1992年 - 小林進一、実業家、元パロマ社長（* 1908年）
- 1992年 - 湧永満之、実業家、湧永製薬創業者（* 1910年）
- 1995年 - 右城暮石、俳人（* 1899年）
- 1995年 - ジェリー・ガルシア、音楽家（グレイトフル・デッド）（* 1942年）
- 1996年 - フランク・ホイットル、英国空軍士官、技術者（* 1907年）
- 1996年 - ジェームズ・マクラモア（フランス語版）、実業家、バーガーキング共同創業者（* 1926年）
- 1998年 - 小堀四郎、画家（* 1902年）
- 1999年 - ジャッキー佐藤、プロレスラー （* 1957年）
- 2000年 - ジョン・ハーサニ、経済学者（* 1920年）
- 2001年 - 青柳裕介、漫画家（* 1944年）
- 2002年 - メレディス・ガードナー、言語学者、暗号解読者（* 1912年）
- 2003年 - ジャック・ドレー（英語版）、映画監督、脚本家（* 1929年）
- 2003年 - 沢たまき、タレント、政治家（* 1937年）
- 2003年 - グレゴリー・ハインズ、俳優、声優、歌手、ダンサー、振付師（* 1946年）
- 2004年 - デイヴィッド・ラクシン、作曲家（* 1912年）
- 2005年 - 知念栄喜[10]、詩人（* 1920年）
- 2006年 - ジェームズ・ヴァン・アレン、物理学者（* 1914年）
- 2006年 - イェニー・グレルマン、女優（* 1947年）
- 2006年 - 森千夏、砲丸投選手（* 1980年）
- 2007年 - 石橋周一、経営者、元九州電力副社長、元福岡放送社長（* 1918年）
- 2007年 - ウルリヒ・プレンツドルフ、作家、脚本家（* 1934年）
- 2007年 - 高橋栄一郎、元プロ野球選手（* 1936年）
- 2008年 - マフムード・ダルウィーシュ、詩人（* 1941年）
- 2008年 - バーニー・マック、俳優、コメディアン（* 1957年）
- 2009年 - 北川隆司[11]、鉱物学者（* 1948年）
- 2009年 - ティエリー・ジョンケ（英語版）、作家（* 1954年）
- 2009年 - マッシミリアノ・フィオンデラ（イタリア語版）、サッカー選手（* 1968年）
- 2009年 - トーマス・クノッパー、レーシングドライバー（* 1990年）
- 2009年 - Jasmine You、ベーシスト、アーティスト（Versailles）（* 没年不詳）
- 2010年 - 八木五文楽[12]、喜劇俳優（* 1919年）
- 2010年 - テッド・スティーヴンス、政治家（* 1923年）
- 2010年 - 田中文男、宮大工（* 1932年）
- 2011年 - 竹内良夫[13]、官僚、実業家、元運輸省（現国土交通省）港湾局長、関西国際空港初代社長（* 1922年または1923年）
- 2011年 - 平光清、プロ野球審判員（* 1938年）
- 2011年 - 佐々木力[14]、実業家、ファーストリテイリング上席執行役員、リンク・セオリー・ジャパン社長（* 1950年または1951年）
- 2013年 - 高橋英夫、騎手、調教師（* 1919年）
- 2013年 - 高橋元、大蔵官僚、元大蔵事務次官、元公正取引委員会委員長、元日本開発銀行総裁（* 1924年）
- 2013年 - 平目孝志、騎手、調教助手（* 1960年）
- 2014年 - レーモン・ベルティヨン、実業家、ベルティヨン創業者（* 1923年）
- 2014年 - 中井康之、プロ野球選手（* 1954年）
- 2015年 - 香川俊介、官僚、第11代財務事務次官（* 1956年）
- 2016年 - ジェラルド・グローヴナー、貴族、軍人、実業家、政治家、第6代ウェストミンスター公爵（* 1951年）
- 2017年 - 北原鉱治、市民運動家、政治家、三里塚芝山連合空港反対同盟（北原派）事務局長（* 1922年）
- 2017年 - 家田美智雄、実業家、元ユニー社長・ユーストア社長（* 1934年）
- 2017年 - ダニー・ウォルトン、プロ野球選手（* 1947年）
- 2018年 - 斉藤滋与史、実業家、政治家、元昭和製紙社長、元建設大臣、元静岡県知事（* 1918年）
- 2018年 - 久保田昌樹、お笑いタレント（元マッサジル）（* 1971年）
- 2019年 - バリー・ストラウド、哲学者（* 1935年）
- 2019年 - アウタイール・ゴメス・デ・フィゲイレド、サッカー選手（* 1938年）
- 2019年 - 生野照子、心身医学者（* 1943年）
- 2020年 - 松原達哉、臨床心理学者、元東京福祉大学学長、立正大学名誉教授（* 1930年）
- 2020年 - マーティン・バーチ、音楽プロデューサー（* 1948年）
- 2020年 - カマラ、プロレスラー（* 1950年）
- 2020年 - ヴァルデマール・バストス、ミュージシャン（* 1954年）
- 2020年 - 蔵玉錦敏正、大相撲力士、年寄13代武隈（* 1952年）
- 2021年 - アレックス・コード、俳優（* 1933年）
- 2021年 - レスター・バード、政治家、アンティグア・バーブーダ第2代首相（* 1938年）
- 2021年 - 海保博之、心理学者、、筑波大学名誉教授、東京成徳大学名誉教授（* 1942年）
- 2022年 - 島村晶子、女優（* 1933年）
- 2022年 - レイモンド・ブリッグズ、イラストレーター、漫画家、作家（* 1934年）
- 2022年 - ニコラス・エヴァンズ、ジャーナリスト、脚本家、小説家（* 1950年）
- 2022年 - ドナルド・マックホルツ、アマチュア天文家（* 1952年）
- 2022年 - 柳田泰己、騎手（* 1993年）
- 2023年 - 菅野道夫、ファジィ理論研究者、東京工業大学名誉教授（* 1940年）
- 2023年 - ペピーノ・ガリアルディ、歌手（* 1940年）
- 2023年 - ロビー・ロバートソン、ミュージシャン（* 1943年）
- 2024年 - 田名網敬一、アーティスト、グラフィックデザイナー、イラストレーター、映像作家（* 1936年）
- 2024年 - 細田直之、実業家、元SUMCO社長、元三菱マテリアル副社長（* 1938年）
- 2024年 - ケビン・サリバン、プロレスラー（* 1949年）
- 2024年 - チャールズ・R・クロス、伝記作家、音楽ジャーナリスト（* 1957年）
- 2024年 - スーザン・ウチツキ、経営者、元YouTubeCEO（* 1968年）
- 2024年 - ものぐさうるふ、漫画家（* 生年不詳）
- 2025年 - 山田信夫、歌手、作詞家、作曲家（* 1964年）
- 2025年 - 浦川大将、プロボクサー（* 1997年）

### 人物以外（動物など）
- 2003年 - カブラヤオー、競走馬（* 1972年）
- 2012年 - ZIPPEI兄弟、番組『ZIP!』に出演していた犬（* 2008年）
- 2019年 - キングカメハメハ、競走馬（* 2001年）

## 記念日・年中行事

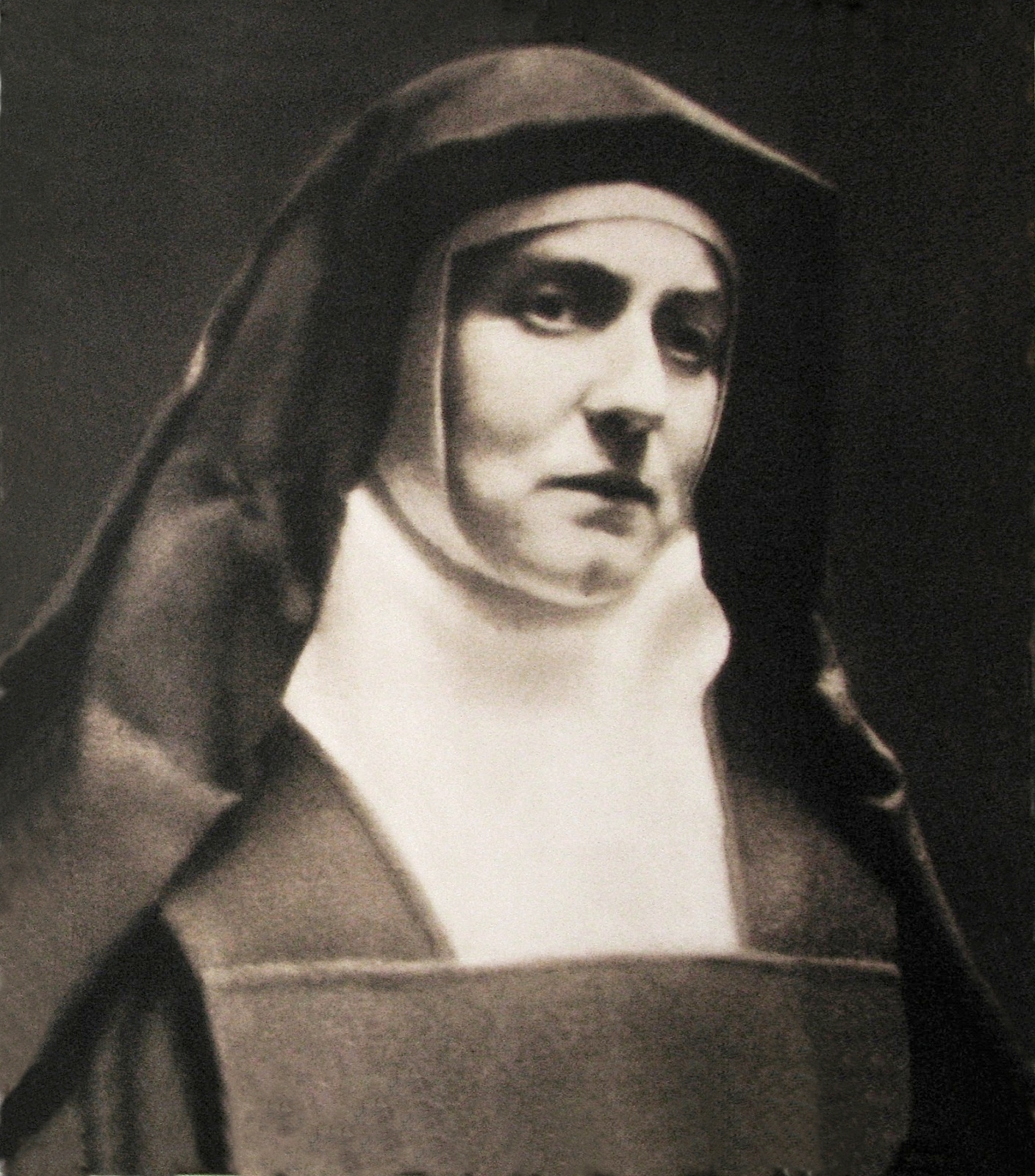
エーディト・シュタイン(1891-1942)の記念日。

- 長崎原爆忌／長崎原爆犠牲者慰霊平和祈念式典／ながさき平和の日（ 日本）
1945年8月9日午前11時2分に、米軍のB-29爆撃機「ボックスカー」により、プルトニウム原子爆弾「ファットマン」が長崎市に投下された。これにより、およそ7万人の人々が死亡し、市街は壊滅した。この原子爆弾により犠牲となった多くの人々の霊を慰め、世界平和を祈る日として長崎市では「ながさき平和の日」としている[15]。長崎市への原子爆弾投下を参照。
- 野球の日（ 日本）
日付は8月9日の8と9が「やきゅう」と読め、また、高校野球の期間中でもあり野球に対する関心が高まる季節であることから。スポーツ用品のミズノの直営店・MIZUNO TOKYOが制定した「スポーツ記念日」のひとつ。野球のさらなる発展が目的[16]。
- はり・きゅう・マッサージの日（ 日本）
全日本鍼灸マッサージ師会が2003年に制定。日付は8（はり）・9（きゅう）の語呂合わせから[17]。
- パークの日（駐車場の日）（ 日本）
駐車場経営の株式会社パーク24が制定。日付は「パー(8)ク(9)」の語呂合わせから[18]。
- パクチーの日（ 日本）
日本パクチー狂会が制定[19]。日付は「パ(8)ク(9)」の語呂合わせから。
- 美白の女神の日（ 日本）
株式会社クリスタルジェミーの中島香里が制定。より多くの人に美肌への意識を高めてもらうのが目的。日付は、8と9で「美白」の白（はく）の語呂合わせ[20]。
- 薬草の日（ 日本）
沖縄県保健食品開発協同組合が制定。日付は「や(8)く(9)そう」の語呂合わせから。
- ソフトウェアバグの日（ 日本）
ソフトウェアの品質保証、テスト事業を手がける株式会社株式会社SHIFTが2015年に制定[21]。日付は「バ(8)グ(9)」の語呂合わせから。
- ムーミンの日（ 世界）
トーベ・ヤンソンのムーミンを記念する日。元々日本のファンの間で、語呂合せから6月3日がムーミンの日とされてきたが、ムーミン誕生60周年の2005年に「全世界に通用する記念日を」との見解から、トーベ・ヤンソンの誕生日である8月9日をムーミンの日とすることとなった。フィンランドの著作権者も了承し、全世界共通で公式なムーミンの日となった。日本やフィンランドでは、毎年この日に盛大なイベントが行われる[22]。
- エディット・シュタインの記念日（カトリック教会）
1942年のこの日にアウシュビッツで死去し、1998年に列聖されたユダヤ系修道女・エディット・シュタインを記念する日。
- 世界の先住民の国際デー（ 世界）
1994年12月の国連総会で制定された国際デー。1982年のこの日に、国連人権促進保護小委員会先住民作業部会の第1回会合が開かれたことを記念。
- 独立記念日（ シンガポール）
1965年のこの日、シンガポールがマレーシアから分離独立した。
- 女性の日（英語版）（ 南アフリカ共和国）